# Heinrich Meurer
Heinrich Meurer (* 11. Oktober 1643 in Hamburg; † 14. Juli 1690 ebenda) war Bürgermeister von Hamburg.
Seine Eltern waren der Kaufmann Hieronymus Meurer († 1660) und Catharina Moller. Sein Großvater Philipp Meurer († 1607) aus Leipzig war 1588–1596 Senatssyndicus in Hamburg und 1596–1602 Präsident in Husum.
Heinrich Meurer besuchte die Gelehrtenschulen in Hamburg und Stade, begann, nachdem er bereits im Oktober 1657 an der Universität Rostock immatrikuliert wurde, 1661 sein Studium in Gießen, und wechselte nach Straßburg, wo er 1665 zum Lic. jur. promovierte. Er praktizierte am Reichskammergericht in Speyer und ließ sich nach einer zweijährigen Bildungsreise als Advocat in Hamburg nieder.
1670 heiratete er Anna Maria († 1671), die Tochter des Kaufmanns und Ratsherren Garlev Langenbeck (1597–1662), mit der er einen Sohn hatte. 1674 heiratete er Anna Cecilia (1648–1693), die Tochter des Kaufmanns und Oberalter Peter Kentzler (1606–1662), mit der er zwei Söhne und zwei Töchter hatte. Seine Tochter Gertrud (1675 – 1731) wurde 1693 mit Johann Heinrich Simon d. Ä. verheiratet.
1672 wurde er zum rechtsgelehrten Mitglied des Niedergerichts und noch im selben Jahr in den Senat gewählt. Als Senator sorgte er für den Schutz der öffentlichen Ordnung. Er war in diplomatischer Mission zu benachbarten Fürsten, zu Niedersächsischen Kreistagen und zum Friedenskongreß von Nimwegen.
1678 wurde er zum Hamburger Bürgermeister gewählt. In dieser Zeit erreichten die innerstädtischen Kämpfe zwischen Rat und Bürgern ihren Höhepunkt. Als Hauptgegenspieler von Cord Jastram und dem Kaufmann Hieronymus Snitger genoss er, auch wegen seiner Schroffheit, wenig Sympathie in der Stadt. Als die Volksführer ihn des Verrates und der Konspiration mit auswärtigen Mächten anklagten, flüchtete er. Mit Hilfe des Herzogs von Braunschweig-Lüneburg in Celle und des Kaisers bereitete er seine Rückkehr an die Spitze des Stadtstaates. Nach dem Scheitern der Verhandlungen zur Wiederherstellung der Ratsautorität wollte der Herzog gewaltsam gegen Hamburg vorgehen und Jastram wandte sich an den König von Dänemark, der darauf jedoch Hamburg bedrängte. Nach der Belagerung Hamburgs (1686) sowie der Hinrichtung Jastrams und Snitgers rief die Bürgerschaft Meurer zurück, der dann bis zu seinem Tod mit starker Hand fast diktatorisch regierte.
Nach seinem Tod lebten die Auseinandersetzungen heftiger als zuvor wieder auf und mündeten in anarchische Wirren. Erst 1712 mit dem Hauptrezess, gemäß dem die höchste Gewalt im Staat bei Rat und Bürgerschaft gemeinsam liegen sollte, konnten diese beigelegt werden.
Im Hamburger Stadtteil Horn ist seit 1968 der Meurerweg nach Heinrich Meurer benannt.